# Kiek in de Kök (Danzig)

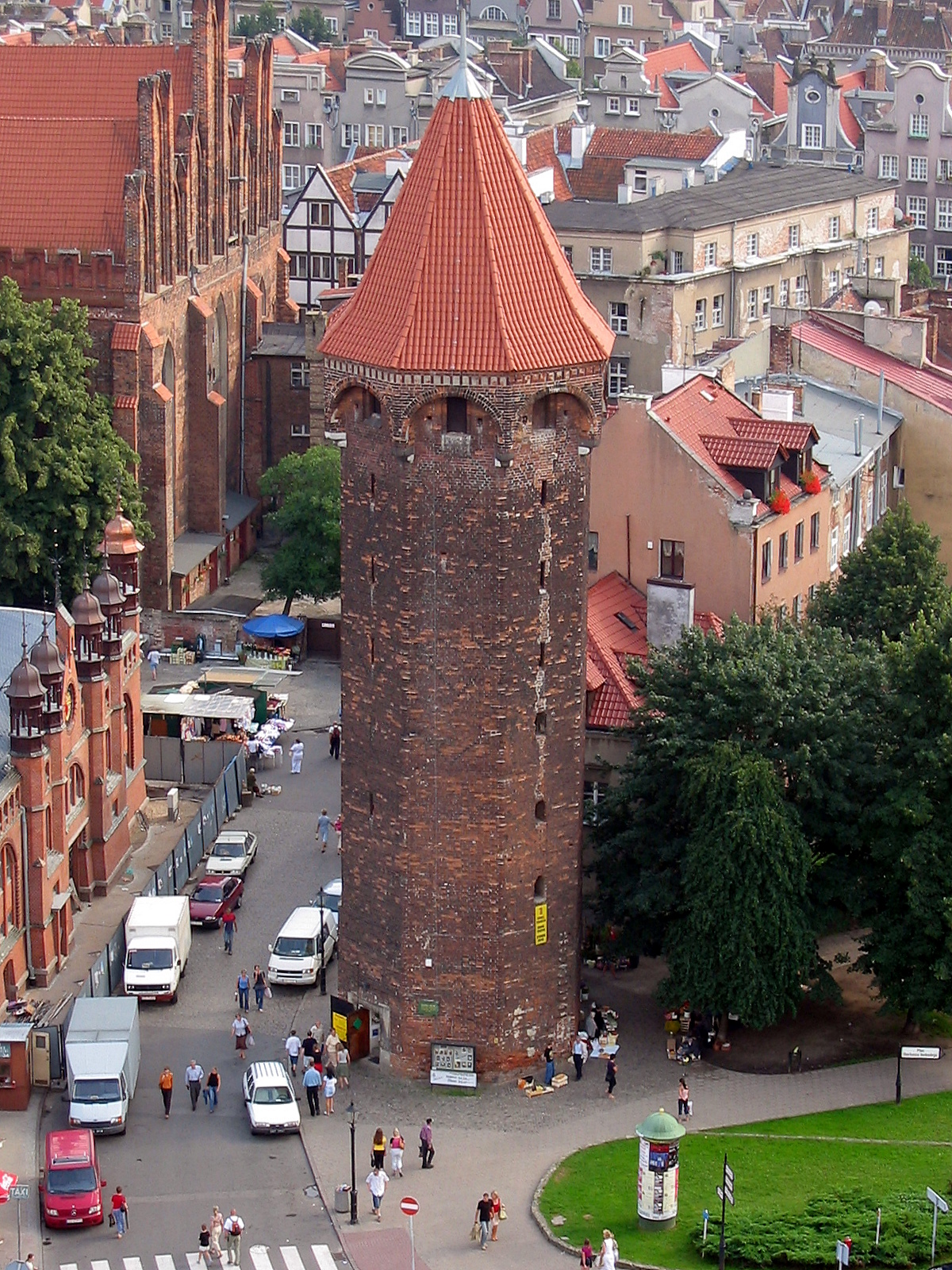

Kiek in de Kök (hochdeutsch: Schau in die Küche) ist ein niederdeutscher Name, der im Mittelalter für Türme geprägt wurde. Man konnte von den hohen Bauwerken aus sozusagen in die Küchen der Bürger der Stadt gucken.
Unter anderem wird so im Deutschen ein Turm in Danzig so genannt. Der 36 m hohe achteckige Turm mit Ziegelhaube wurde gegen Ende des 14. Jahrhunderts erbaut, als Bestandteil des mittelalterlichen Befestigungsrings um die Rechtstadt. Der Turm hat acht Stockwerke, seine Mauern sind bis zu zweieinhalb Meter dick. Im 17. und 18. Jahrhundert wurde der Turm auch als Warenlager, als Beobachtungsturm oder als Gefängnis genutzt.
Auf Polnisch wird er „Jacek-Bastei“ zu Ehren des Hl. Jacek Odrowąż (deutsch Hyazinth von Polen) genannt.